# Argyractis parvissimalis
Argyractis parvissimalis là một loài bướm đêm trong họ Crambidae.